# الجوائب المصرية (جريدة)
الجوائب المصرية هي مجلة أنشأها خليل مطران سنة 1903، ثم تحولت إلى جريدة يومية، استمرت في الصدور خمس سنوات ثم احتجبت.